# (20457) 1999 LX7
1999 أل أكس 7 (ويعرف أيضًا باسم (20457) 1999 أل أكس 7 وفق تسمية الكوكب الصغير) (بالإنجليزية: 1999 LX7)‏ هو كويكب ضمن حزام الكويكبات؛ وترتيبه 20457 من حيث الاكتشاف.
اكتُشف هذا الجُرم الفلكي بواسطة Frank B. Zoltowski ‏ في 10 يونيو 1999.

## وصلات خارجية
- (20457) 1999 LX7 في قاعدة بيانات مختبر الدفع النفاث لأجرام النظام الشمسي الصغيرة

- الاكتشاف · مخطط المدار ·  العناصر المدارية · المعلمات المادية

- (20457) 1999 LX7 على موقع ويكي سكاي: DSS2, SDSS, GALEX, IRAS, Hydrogen α, X-Ray, Astrophoto, Sky Map, Articles and images